# Arte della Seta o di Por Santa Maria

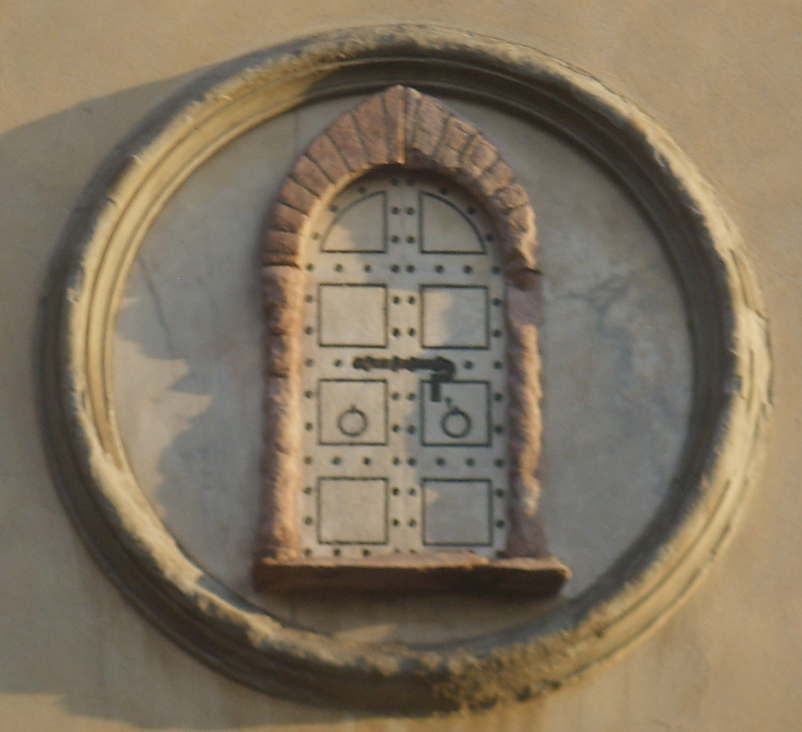
Médaillon au Spedale degli innocenti

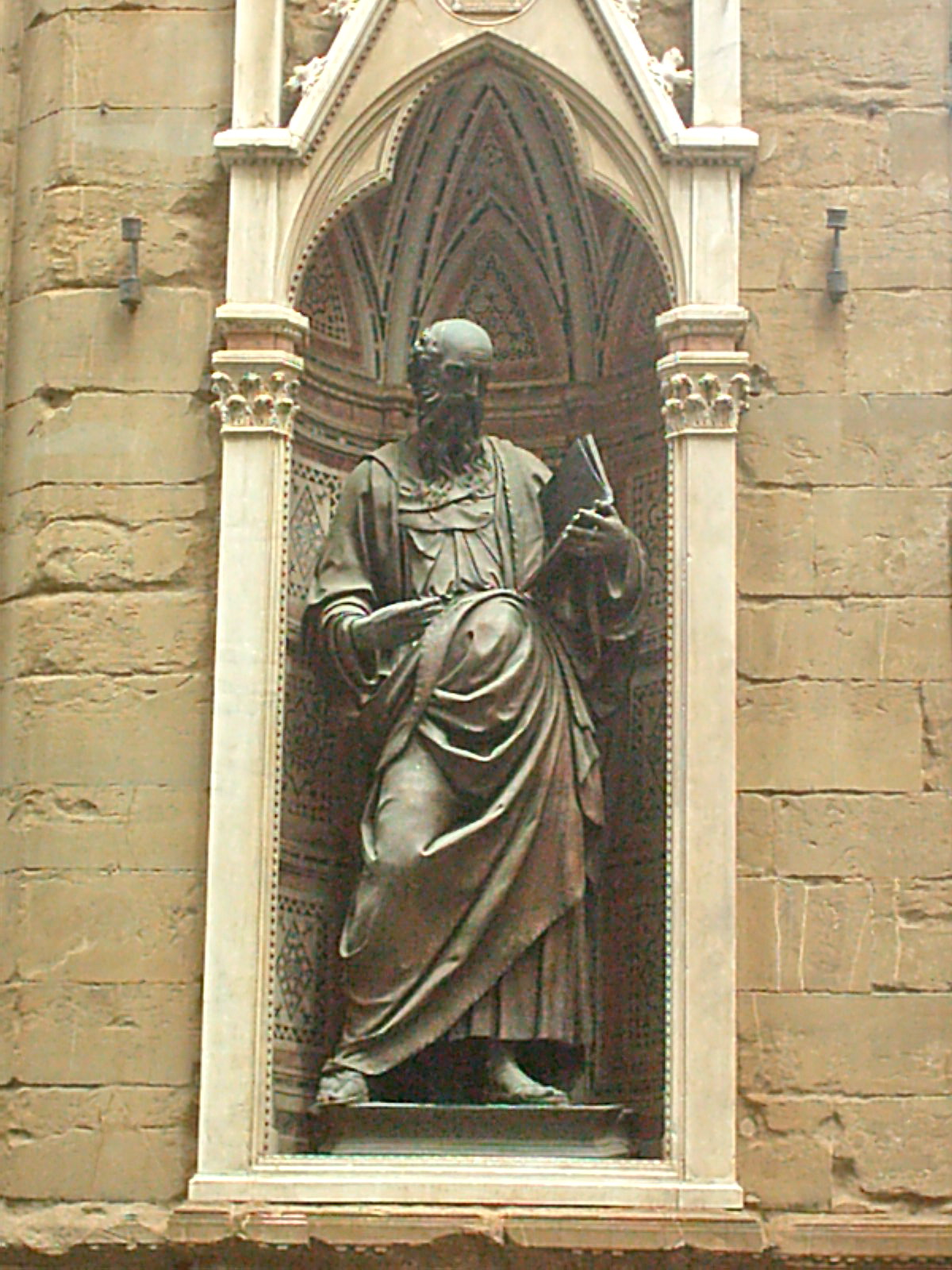
Saint Jean Évangéliste, saint patron en bronze dans une niche d'Orsanmichele

L'Arte della Seta o di Por Santa Maria est une corporation des arts et métiers de la ville de Florence, l'un des sept arts majeurs des Arti di Firenze qui y œuvraient avant et pendant la Renaissance italienne.

## Membres de la corporation
Les détaillants de tissus auxquels s'adjoignent ensuite  les tisseurs de soie et, en 1322, les orfèvres avec Sant'Eligio leur saint protecteur. Leur siège était  l'église Santa Cecilia, Piazza della Signoria.

## Historique
L'Arte della Seta est initialement connue comme Corporazione dei Baldrigai, détaillants de tissus, orfèvres... (baldrigai, mercanti, venditori al dettaglio di tessuti, merciai, orafi, cuffiai, berrettai, calzaioli, farsettai, materrassai, cappellai, armaioli), datant du Duecento et dont les membres se réunissent dans un atelier loué Via Por Santa Maria.
En 1336, l'Arte décide d'acquérir une maison pour son siège et ses réunions puis, en 1377, elle ordonne la construction d'un palais comprenant trois étages, qui existe encore Via di Capaccio, derrière le Palagio di Parte Guelfa.
Les soyeux florentins, bien que déjà admis dans la corporation initiale en 1248, sont les derniers à adhérer à l'Arte di Por Santa Maria au cours du Trecento. Par le développement important de la production de soieries ils prennent une grande importance dans la corporation, ils imposent au Quattrocento le nom d'Art de la Soie (Arte de la Seta).
Comme toutes les autres corporations de la ville, elle fut supprimée en 1770 par un décret du Grand-duc Pierre-Léopold de Lorraine.

## Les catégories artisanales associées
Ce sont celles de commerçants et artisans dont les boutiques et ateliers sont proches de la Via Por Santa Maria, Via Porta Rossa, Via Calimala et  de l'église Santa Cecilia (disparue depuis) :
Cetaioli
Commerçants des soieries
Cuffiai
Les cuffiai s'associèrent à l'Art de Por Saint Maria en 1255, lorsqu'un d'entre eux fut élu au  conseil communal florentin. La coiffe  est un bonnet, un couvre-chef issu du  Moyen Âge pour le jour ou la nuit, pour éviter les maladies, tenir  les cheveux en ordre et les protéger des poux ; il pouvait être de lin, de laine (chaperon) ou soie, en feutre, et se portait avec une mentonnière en  ruban.
Cappellai
Les marchands de chapeaux (les chapeliers) concentrées dans le  Lungarno Acciaioli, qui suivaient les tendances de la mode, avec des modèles variés, dans les formes et dans les matériaux employés : à bandes, à  garnitures en fourrure, simplement teintée ou frisée.
Farsettai
Ce sont les couturiers spécialisées dans la confection des farsetti, des surcots, habits sans manches constituant le principal vêtement indispensable de la garde-robe masculine, les manches (et les bas) y étant rapportées et fixées par des lacets ou des rubans.
Calzaioli
Les chaussetiers (et non des chausseurs) fabricants des  bas  portés des pieds aux genoux attachés au farsetto avec des lacets, confectionnées en tissu  ou en laine légère et avec une semelle de cuir (tacon) cousue juste sous la plante du pied.
Berrettai et Materassai
Les boutiques des casquettiers se concentraient dans le quartier de l'église San Michele Visdomini près du Duomo, jusqu'à 1296 (devenue ensuite l'église de Saint Reparata). Les matelassiers furent des membres de la corporation, artisans spécialisés dans le cardage et le rembourrage des matelas, remplis avec des rosettes de laine en hiver  et de matériaux végétaux en été.
Orefici
Les orfèvres pour toute la passementerie ornée des ceintures, bandes et boutons. L'orfèvrerie œuvrait également pour  le sacré : les reliquaires les meubles religieux
Ils sont installés  au Ponte Vecchio (boutiques en déport supportées par des sporti) et à la  Loggia del Mercato Nuovo. Leurs ateliers comportent des bancs munis d'étaux, d'enclumes, et ils travaillent les métaux avec des burins, des  ciseaux, des limes, des marteaux, des pinces et sont équipés  de diverses mesures et de balances pour peser les métaux précieux. Pour fondre les métaux précieux ils sont équipés de fours avec tous les outils nécessaires pour alimenter le feu et y couler l'or et l'argent en lingots, les filières pour réduire les métaux coulés en fils fins et une enclume sur laquelle on martelait les plaques. Des os de seiches étaient utilisés pour fabriquer  les moules.
La production consistait surtout dans la fabrication d'anneaux, de bracelets, de colliers, de fermoirs et de résilles incrustés de pierres précieuses ou de perles, que les femmes employaient pour ramasser les cheveux : un autre débouché  important était  celui de la vaisselle  (bols, boccali, salières et bassinets) et des décorations sacrées (candélabres, croix, flacons et reliquaires).

## Saint  patron
- Saint Jean  Évangéliste représenté par la statue de bronze de Baccio da Montelupo dans une des niches (tabernacoli) de l'église d'Orsanmichele.

## Membres illustres de la corporation
- Dino Compagni (1255 – 1324), homme d'État et écrivain florentin.

## Sources
- (it) Cet article est partiellement ou en totalité issu de l’article de Wikipédia en italien intitulé « Arte della Seta » (voir la liste des auteurs).